# MEHIKARI BOYZ
メヒカリ・ボーイズ（Mehikari Boyz）は、福島県いわき市を中心に活動する4人組のヒップホップユニット。福島県いわき市のご当地ヒップホップユニットとして活動している。

## 構成・メンバー
- DAZU-O（ダズオー、1983年4月26日-）：MC
- RYUJI（リュウジ、1991年2月20日-）：MC
- LAMP（ランプ、1990年11月26日-）：MC
- DJ ROCKMAN（ディージェイ・ロックマン、1983年9月7日-）：DJ

3MC1DJで構成される。DAZU-OはMCの他シングパートも担当する。DJ ROCKMANはDJだけではなく、マイクでシャウトを行い客を煽るスタイル。

### 旧メンバー
- VAYA-C（バヤシー）
- FLAG（フラッグ）

## 来歴
2014年5月　当時、それぞれ10年以上のキャリアを持ち、クラブシーンにおいて福島県いわき市のアイコンとなっていたDAZU-O率いる音刃クルーとDJ HIRO率いるACEクルーとDJ ROCKMANがタッグを組み、一日限りの無料野外フェス海音祭（かいおんさい）を企画する。この野外フェスは（①無料であること②音楽だけではなく複合的なイベントあること③子供たちへのアプローチができること④地元福島県いわき市を盛り上げること）を目的とし、出演者のギャランティや運営費用をすべて企業協賛から募ることとした。
2014年8月　海音祭開催に伴い、せっかく結託した各クルーから一日限りの限定ユニットを作ることを決め、音刃クルーからDAZU-OとFLAG、ACEクルーからBAYA-C、そしてDJとしてDJ ROCKMANが選出され、当日披露用としてSEA BREEZEを制作した。また、開催プロモーションとしてSEA BREEZEのミュージックビデオも撮影し、総勢100名あまりのエキストラが出演した。
2014年8月11日　開催日当日は平成26年台風第11号の影響で開催自体が危ぶまれたが、台風進路が近畿より北へ進路を変更したため開催を決定した。当日の朝8時に開催を決定。特設ウェブサイト及びSNSで開催決定を通知したが、無料であること、中日本方面以西の野外フェスは全て開催中止したため、集客は難しい状況であった。しかし、大方の予想に反し、入場者数は約2,500人を動員し大盛況となった。そこで、メヒカリ・ボーイズのこの日限りの一曲SEA BREEZEを初披露し、大変な賑わいとなった。自然多発的にアンコールの声が上がり、そもそも1曲しか持ち曲がなかったため、急きょSEA BREEZEを再び歌うという異例の事態となった。当時としては異例ずくめの野外フェスとなり、大変な賑わいと口コミでも広がった。また、野外フェス終了後は出演者及び来場者が自発的にゴミ拾い等のクリーン活動を行い、街の美化に努め、当初の目的である（①無料であること②音楽だけではなく複合的なイベントあること③子供たちへのアプローチができること④地元福島県いわき市を盛り上げること）を見事に達成した。来年以降の開催についても、方々から期待の声が上がっていた。しかし、後日、フェス会場を管轄しているまちづくりステーション小名浜より、一部の来場者にタトゥーがあった事を理由に以後の会場利用を拒否された。一般の方よりタトゥーについてのクレームがあったためと説明を受けたが、あまりにも理不尽な理由のため、主催者全員納得がいかず、後味の悪いものとなってしまった。
2014年11月26日　海音祭後のメヒカリ・ボーイズに関する反響が冷めやらぬ中で、活動継続を決定。挨拶代わりにLIFETIME TREASUREをリリース。リリースと同時にMVもリリースしたが、一般人のモデル起用した。等身大のリリックが受け、以後メヒカリ・ボーイズの代表曲となる。
2015年2月8日　いわき市主催の第6回いわきサンシャインマラソンのメインステージでLIVEを行う。その際に、ご当地の銘菓めひかり塩チョコをモチーフにしたメヒカリチョコレートをリリース＆初披露。MVの舞台として福島県立磐城高等学校が舞台となっている。
2015年6月　VAYA-Cが脱退。
2015年12月　西野カナの名曲トリセツを福島県バージョンに仕立て直したオフィシャルリミックス福島県トリセツをリリース。福島の名所で福島県人ならあるあるエピソードをラップしたMVが好評で、Facebook、YouTube共に再生回数10万回を超える。
2016年6月　アルバム制作中にFLAGが脱退。これにより事実上メヒカリ・ボーイズは活動休止状態となる。
2016年12月　元VITALIZERのRYUJIとLAMPが新たに加入。新体制となって活動を再開。再開後すぐにMBZをリリース。新体制では、より地域に根差した活動を行い、平行して楽曲をリリースするよう活動方針を転換。より身近な存在として活動することにした。
2017年8月　ファーストミニアルバムメヒタリアンを発表。全8曲。ジャケットは福島県いわき市小名浜港で、震災後初の水揚げを行ったメヒカリを採用。撮影者はアクティビスト小松理虔氏。また、曲間のジングルではHARD ROCK BAND・NAMAZのヴォーカル、ナシモン氏である。この時の架空のラジオ番組メヒタリアンレディオが、後に開始するFM mot.comのレギュラー番組になる。
このアルバムは1000枚限定でのリリースで、流通ディストリビューターを介さず、すべてを手売りにて販売を開始する。その裏には、きちんと誠意を込めて一人一人に気持ちを伝えたいというメンバー全員の意志が込められている。また、これよりライブを行い、CDを手渡しする事で人と街を音楽で繋げ活性化を図るメヒカリボーイズ街頭LIVE大作戦を計画する。同計画は、いわき市内の商店や施設にPA機材等を持込み、LIVEをする事で集客のお手伝い並びにメヒカリボーイズの周知を行うものとすしたが、今後活動範囲を広げるための協力者の輪を広げる意味合いもあった。この計画に対し、イトーヨーカ堂平店、WonderGOOいわき鹿島店、スパリゾートハワイアンズ、鹿島ショッピングセンターなどが全面的に協力。幅広い年齢層の方々に周知してもらう事ができた。
2017年8月　ふくしまFMの人気番組X-RADIOに生出演。これをきっかけに、翌月の田村市で開催予定のONE+NATION music circusへの出場をかけたMUSIC TRIBE BEAT2017へ参加する。これは一般参加型のウェブへの人気投票で決定する。既に投票は開始されていたものの、途中から参加登録し、見事3位通過。見事ONE+NATION music circusへの参加が決定した。以後、様々な野外フェスへ出演する。
2017年11月26日　メヒカリ・ボーイズ初の主催イベントメヒタリアンミーティングを開催。客演者は全て女性に絞り、S7ICK CHICKs、MANAMIなどジャンルにとらわれず幅広い出演陣によるイベントで大盛況に収める。